# Islas de la Línea
Las islas de la Línea, también llamadas Espóradas Ecuatoriales (del inglés: Line Islands), son un archipiélago del océano Pacífico de doce islas situadas al norte de las islas de la Sociedad, al sur de las islas Hawái y al este de las islas Fénix. Se extienden 2410 km en dirección NO-SE, con una superficie total de 680 km². La mayoría pertenecen a la República de Kiribati, excepto tres que son posesiones de los Estados Unidos (Atolón Palmyra, arrecife Kingman e isla Jarvis).
El archipiélago está situado a ambos lados de la línea del ecuador, de ahí su nombre. También se ha llamado Espóradas Ecuatoriales o Espóradas de la Polinesia Central, para diferenciarlas de las islas Espóradas de Grecia, que en griego significa «dispersas».
Restos arqueológicos indican que algunas islas fueron habitadas por polinesios, pero cuando llegaron los europeos ya estaban deshabitadas. Las descubrió Pedro Fernández de Quirós, que formó la Polinesia española con capital en Puerto Nuevo, en la isla Navidad (isla Christmas, hoy en día Kiritimati), y las colonizó con criollos de Nueva España. Tras el asesinato del padre Cantova en 1733 en las islas Carolinas y debido a las presiones franco-inglesas, las islas pasaron a manos de Francia, que en 1888 se las vendió al Reino Unido por 30 millones de libras de plata. Fueron incorporadas en la colonia británica de las islas Gilbert y Ellice en 1916. 
Hoy en día viven un total de 9100 habitantes, la mayoría en la isla Kiritimati, originarios de las islas Gilbert. La actividad principal es la exportación de copra.
Las islas de la Línea están en el huso horario de la primera hora del planeta: UTC +14. Por tanto, es el primer lugar del mundo en saludar cada nuevo día y cada nuevo año. Tiene la misma hora que Hawái, pero un día después, e incluso está 26 horas por delante de otras islas de Oceanía.
| Atolón/Isla/Arrecife        | Área de la Isla km² | Laguna km² | Coordenadas                          | Estatus                                  |
| --------------------------- | ------------------- | ---------- | ------------------------------------ | ---------------------------------------- |
| Norte                       |                     |            |                                      |                                          |
| Arrecife Kingman            | 0,03                | 60         | 6°24′N 162°24′O / 6.400, -162.400    | territorio no incorporado de los EE. UU. |
| Atolón Palmyra              | 3,9                 | 3,9        | 5°52′N 162°6′O / 5.867, -162.100     | territorio incorporado de los EE. UU.    |
| Teraina (Isla Washington)   | 14,2                | 2*         | 4°43′N 160°24′O / 4.717, -160.400    | Perteneciente a Kiribati                 |
| Tabuaeran (Isla Fanning)    | 33,7                | 110        | 3°52′N 159°22′O / 3.867, -159.367    | Perteneciente a Kiribati                 |
| Kiritimati (Isla Christmas) | 388,5               | 324        | 1°53′N 157°24′O / 1.883, -157.400    | Perteneciente a Kiribati                 |
| Centro                      |                     |            |                                      |                                          |
| Isla Jarvis                 | 4,45                | -          | 0°22′S 160°03′O / -0.367, -160.050   | territorio no incorporado a los EE. UU.  |
| Isla Malden                 | 39,3                | 13*        | 4°01′S 154°59′O / -4.017, -154.983   | Perteneciente a Kiribati                 |
| Arrecife Filippo            | -                   | 1,5        | 5°30′S 151°50′O / -5.500, -151.833   | afuera de Zona económica exclusiva       |
| Isla Starbuck               | 16,2                | 25         | 5°37′S 155°56′O / -5.617, -155.933   | Perteneciente a Kiribati                 |
| Sur                         |                     |            |                                      |                                          |
| Isla Caroline               | 3,76                | 6,3        | 9°57′S 150°13′O / -9.950, -150.217   | Perteneciente a Kiribati                 |
| Isla Vostok                 | 0,24                | -          | 10°06′S 152°25′O / -10.100, -152.417 | Perteneciente a Kiribati                 |
| Isla Flint                  | 3,2                 | -          | 11°26′S 151°48′O / -11.433, -151.800 | Perteneciente a Kiribati                 |
| Islas de la Línea           | 514,74              | 542        |                                      |                                          |

* Las áreas de la laguna marcadas con un asterisco están comprendidas dentro de las áreas de la isla de la columna anterior, porque son diferentes de un atolón típico, las aguas interiores se sellaron completamente del mar.
Solo tres islas están habitadas, con una población total de 8809 (según el censo de 2005), de los cuales 5115 están en Kiritimati, 2539 en Tabuaeran, y 1155 en Teraina. En el año 1900, la población total de estos tres atolones era aproximadamente 300.

## Islas
De norte a sur son las siguientes:
- Teraina, o Isla Washington.
- Tabuaeran, o Isla Fanning.
- Kiritimati, o Isla Christmas.
- Isla Malden, históricamente conocida como Isla Independence.
- Isla Starbuck, históricamente también conocida con los nombres Volunteer, Low, Starve, Hero, Barren y Coral Queen.
- Isla Vostok, o Isla Staver.
- Isla Caroline, o Isla Millenium/Millennium/Milenium.
- Isla Flint.

### Posesiones estadounidenses
Además de las islas de la república de Kiribati, geográficamente el archipiélago incluye las posesiones estadounidenses de:
- Isla Jarvis
- Atolón Palmyra
- Arrecife Kingman

- Datos: Q234796
- Multimedia: Line Islands / Q234796